# أول اولسن (مخرج)
أول اولسن (بالدنماركية: Ole Olsen)‏ هو منتج أفلام ومخرج دنماركي، ولد في 5 مايو 1863 في الدنمارك في مملكة الدنمارك، وتوفي في 5 أكتوبر 1943 في هليرب ‏ في الدنمارك.

## وصلات خارجية
- أول اولسن على موقع IMDb (الإنجليزية)
- أول اولسن على موقع قاعدة بيانات الأفلام السويدية (السويدية)
- أول اولسن على موقع قاعدة بيانات الفيلم (الإنجليزية)
- أول اولسن على موقع كينوبويسك (الروسية)